# Observatoire astronomique de Wurtzbourg
L'observatoire astronomique de Wurtzbourg est un observatoire astronomique géré par une association d'astronomie amateur à Wurtzbourg.

## Histoire
Les plans pour la construction de l'observatoire remontent à 1960. En 1962, la tour de dix mètres de haut avec son dôme est construite au bout de l'école Johannes Kepler et, après son achèvement en 1965, d'abord utilisée par l'université de Wurtzbourg.
Le 10 juin 1985, l'association d'astronomie amateur est fondée afin de faire connaître la discipline aux gens. En 1987, elle s'installe sur le toit de l'école. Après avoir réalisé des visites de l'observatoire en 1992, l'association gère totalement l'observatoire après le retrait de l'université en 2000. Régulièrement, l'association organise des conférences et des soirées ouvertes d'observation.
En 2005, l'intérieur et l'équipement de l'observatoire sont rénovés avec les fonds de l'association. Après l'éclatement d'une canalisation d'eau, le bâtiment est rénové avec l'aide de la ville.

## Équipement
Dans le dôme d'observation, on trouve un télescope Schmidt-Cassegrain avec une ouverture de 35,6 cm et une distance focale de 3,92 m ainsi qu'une lunette astronomique de la marque Carl Zeiss avec une ouverture de 13 cm et une distance focale de 1,92 m.